# Two-way contract
Der Two-way contract, auf Deutsch Zwei-Wege-Vertrag oder auch Zweiwegevertrag, ist eine Vertragsart im Profisport, die vorsieht, dass das Gehalt eines Sportlers von der Liga, einer Profiliga (Major League) oder Entwicklungsliga (Minor League), abhängig ist, in der der Sportler eingesetzt wird. Diese Art von Verträgen kommt in den nordamerikanischen Profiligen der National Basketball Association (NBA) und der National Hockey League (NHL) zum Einsatz und stellt eine gute Möglichkeit im Sinne der Spielerentwicklung dar, um jungen Spielern oder möglichen Talenten den Einsatz in der jeweiligen Profiliga zu ermöglichen und sie damit an das jeweilige Profi-Team zu binden, ohne dadurch, die durch die Ligen gesetzten Gehaltsobergrenzen, das Salary Cap der NBA oder Salary Cap der NHL, zu verletzen.
Die Spieler, die dieser Vertragsart unterliegen, werden als Two-way player, auf Deutsch Zwei-Wege-Spieler genannt.

## National Basketball Association
Seit der NBA-Saison 2017/18 bietet die National Basketball Association (NBA) Zwei-Wege-Verträge zwischen NBA-Teams und ihren zugeordneten NBA G-League-Franchises an, so ist eine eins-zu-eins-Bindung des NBA-Teams zum angeschlossenen G-League-Teams hergestellt. Die Verträge können für höchstens zwei Jahre abgeschlossen werden, danach wird der Spieler zum Free Agent. Jedes NBA-Team kann seit 2023/24 gleichzeitig drei Spielern (zuvor zwei), die jeweils bis zu vier Jahren NBA-Erfahrung haben, Zwei-Wege-Verträge anbieten. Dies geschieht gemäß dem NBA Collective Bargaining Agreement. Anders als in der NHL werden diese Verträge nicht jedem aufstrebenden NBA-Spieler angeboten, sondern sind für Spieler gedacht, die ein Team quasi „auf Vorrat“ behalten möchte, ohne einen Vollzeitvertrag abschließen zu müssen. Einige Spieler, die in der zweiten Runde eines NBA-Drafts gedraftet werden, können jedoch von den Teams im Rahmen eines Zwei-Wege-Vertrages, als alternative Vertragsmethode, eingestellt werden. Zwei-Wege-Spieler gelten in der Regel als „16. und 17. Mann“ im Kader eines Teams.
NBA-Franchises können Zwei-Wege-Spieler während der regulären Saison für 50 Tage (vorher 45 Tage) in die NBA berufen, vor Saisonbeginn und nach Saisonende unbegrenzt, die Play-offs sind ausgeschlossen. Die Spieler erhalten neben dem 81.955 US-Dollar G-League-Minimaleinkommen je nach Einsatzzeit in einem NBA-Team bis zu 449.155 US-Dollar (Saison 2020/21), dies entspricht der Hälfte des Rookie-Mindestgehaltes in der NBA.
Das System der Zwei-Wege-Verträge kommt jungen, ungedrafteten oder noch nicht gedrafteten Spielern zugute, die nicht in Ligen in Europa oder Asien, sondern in der NBA spielen wollen, sowie denjenigen, die glauben, dass eine Investition der Organisation in sie, für ihre Entwicklung von Vorteil ist. Dadurch haben die Teams mehr Kontrolle und Planungssicherheit über den Spielernachwuchs, einen erweiterten Kader, mehr Zugriff auf Spieler, mehr Flexibilität und mehr finanziellen Spielraum.
Das ganze geschieht auch mit der Absicht, den Spieler für einen 10-Tages-Vertrag unter Vertrag zu nehmen, was eher, als mit einem Zwei-Wege-Vertrag, zu einem Stammplatz im NBA-Kader führen kann. Einige Spieler, die sich während ihrer Spielzeit unter einem Zwei-Wege-Vertrag bewährt haben, können dann für den Rest der Saison einen vollwertigen Vertrag erhalten, obwohl dies dann die Ablösung oder Entlassung eines anderen Spielers aus dem Team erfordert, um die Höchstzahl von 15 vollen Kaderplätzen pro NBA-Team nicht zu überschreiten.
Einige Spielervermittler sind über dieses System allerdings besorgt, da die Spieler mit einem Zwei-Wege-Vertrag im Gegenzug für eine garantierte Anstellung zu einem höheren Gehalt, als ein typischer G-League-Spieler die Freiheit aufgeben, von einem beliebigen NBA-Team aus der G-League einberufen zu werden.

## National Hockey League
Zwei-Wege-Verträge sind für professionelle Eishockeyspieler in der National Hockey League (NHL) bis zu einem bestimmten Alter und einem bestimmten Erfahrungslevel möglich und können jedem jungen aufstrebenden Spieler angeboten werden. Dabei unterzeichnet der Spieler einen Zwei-Wege-Vertrag bei einem NHL-Franchise, in dem festgelegt ist, dass er ein höheres Gehalt erhält, wenn er in diesem NHL-Team spielt, aber ein niedrigeres Gehalt erhält, wenn er einem dem Profi-Team angeschlossenen Franchise in den unteren Ligen, wie der American Hockey League (AHL) oder der ECHL, zugewiesen wird. Diese Gehälter werden anteilig auf die Vertragslaufzeit berechnet, je nach Anteil an Spielzeit in der jeweiligen Liga.
Dies alles steht im Gegensatz zu einem one-way contract (Ein-Weg-Vertrag), bei dem das gleiche Gehalt, mindestens das Grundgehalt der Profiliga gezahlt wird, unabhängig davon, in welcher Liga der Sportler eingesetzt wird.

## Major League Baseball
In der Major League Baseball (MLB) können professionelle Baseballspieler einen split contract, einen geteilten Vertrag erhalten. Dadurch erhält der Spieler  unterschiedliche Gehälter, je nachdem, ob er in der MLB oder in der MiLB spielt, anteilig für die jeweilige Spielzeit.